# Сен-Жермен-ан-Ле (округ)
Округ Сен-Жермен-ан-Ле (фр. Arrondissement de Saint-Germain-en-Laye) — округ у Франції, в департаменті Івлін. 2023 року округ об'єднував 44 муніципалітети, населення становило 526 087 осіб.
Адміністративний центр (супрефектура) — Сен-Жермен-ан-Ле.

## Муніципалітети
Список муніципалітетів округу та їхні коди INSEE:
1. Анделю (78013)
2. Андрезі (78015)
3. Ашер (78005)
4. Баземон (78049)
5. Верней-сюр-Сен (78642)
6. Вернує (78643)
7. Вілленн-сюр-Сен (78672)
8. Даврон (78196)
9. Егремон (78007)
10. Ербевіль (78305)
11. Карр'єр-су-Пуассі (78123)
12. Карр'єр-сюр-Сен (78124)
13. Конфлан-Сент-Онорин (78172)
14. Кресп'єр (78189)
15. Круассі-сюр-Сен (78190)
16. Ле-Везіне (78650)
17. Ле-Меній-ле-Руа (78396)
18. Ле-Пек (78481)
19. Ле-Пор-Марлі (78502)
20. Лез-Аллюе-ле-Руа (78010)
21. Л'Етан-ла-Віль (78224)
22. Лувесьєнн (78350)
23. Марей-Марлі (78367)
24. Марей-сюр-Мольдр (78368)
25. Марлі-ле-Руа (78372)
26. Медан (78384)
27. Мезон-Лаффітт (78358)
28. Моль (78380)
29. Монтенвіль (78415)
30. Монтессон (78418)
31. Морекур (78382)
32. Моренвільє (78431)
33. Оржеваль (78466)
34. Пуассі (78498)
35. Сартрувіль (78586)
36. Сен-Жермен-ан-Ле (78551)
37. Сен-Ном-ла-Бретеш (78571)
38. Трієль-сюр-Сен (78624)
39. Уй (78311)
40. Фешероль (78233)
41. Шавене (78152)
42. Шамбурсі (78133)
43. Шантелу-ле-Вінь (78138)
44. Шату (78146)